# Fernando Hurtado
Fernando Hurtado Pérez (ur. 5 kwietnia 1983) – chilijski piłkarz występujący na pozycji bramkarza. Zawodnik klubu Unión San Felipe.

## Kariera klubowa
Hurtado zawodową karierę rozpoczynał w 2002 roku w zespole Cobreloa. Jego barwy reprezentował przez 9 sezonów. W tym czasie wywalczył z nim 2 mistrzostwa fazy Clausura (2003, 2001) oraz mistrzostwo fazy Apertura w roku 2003. W barwach ekipy Cobreloa rozegrał 135 spotkań. W 2011 roku odszedł do Uniónu San Felipe.

## Kariera reprezentacyjna
W reprezentacji Chile Hurtado zadebiutował w 2007 roku. W tym samym roku został powołany do kadry na Copa América. Na tamtym turnieju, zakończonym przez Chile na fazie grupowej, nie zagrał jednak ani razu.